# Терентьев, Михаил Михайлович
Михаи́л Миха́йлович Тере́нтьев (18 марта 1939, Ленинград — 2 марта 2017, Миасс, Челябинская область) — советский, российский фотограф-любитель, фотохудожник, педагог в области фототворчества, инженер-ракетостроитель. Руководитель фотоклуба (с 1982 года — Народного фотоклуба) «Импульс» с 1964 по 2017 год. Член Союза фотохудожников России (1991). Дипломант ряда международных, всесоюзных и российских фотовыставок. Автор персональных выставок, статей и фотографий к книгам. Самая известная его персональная выставка — «Озеро наших тревог, наших надежд». Заслуженный участник художественной самодеятельности (1977). За деятельность в области фототворчества награждён двумя медалями ВДНХ. Автор двух внедрённых изобретений в области ракетостроения.

## Биография
Терентьев Михаил Михайлович родился в городе Ленинград 18 марта 1939 года. В годы Великой Отечественной войны его семья была эвакуирована на Урал.
Окончил челябинскую среднюю школу, в 1958 году — Челябинский машиностроительный техникум.
С 1958 по 1962 год — срочная служба в рядах ВМФ на Тихоокеанском флоте: участник освоения эксплуатации ракеты Р-13.
С 1962 года — работа в СКБ № 385, КБ машиностроения, Государственном ракетном центре имени академика В. П. Макеева (город Миасс Челябинской обл.): техник, инженер-конструктор, ведущий инженер. Автор трёх изобретений, два из которых внедрены.
В 1964 году был избран председателем образованного в 1962 году фотоклуба «Импульс».
В 1967 году окончил Челябинский политехнический институт.
С 1973 года — организатор и руководитель фотокружка «Икар» при миасской школе № 6, воспитанники которого были неоднократными участниками детского Всероссийского фестиваля фототворчества «Юность России» (Москва, 1992—2002).
В 1977 году за развитие детского фототворчества на Урале М. М. Терентьев был награждён медалью ВДНХ СССР.
В 1977 году М. М. Терентьеву было присвоено звание заслуженный участник художественной самодеятельности.
Фототворчество М. М. Терентьева в некоторых случаях носило характер общественных акций, вызывая общественный резонанс и приводя к положительным изменениям в жизни города. Он внёс заметный вклад не только в культурную, но и в общественную жизнь города Миасса. Самая известная его персональная фотовыставка — «Озеро наших тревог, наших надежд», которая фактически положила начало движению за спасение озера Тургояк — жемчужины Урала, «уральского Байкала».
За защиту озера Тургояк М. М. Терентьев был награждён медалью ВДНХ.
М. М. Терентьев — один из основателей Союза фотохудожников России: участник его учредительного собрания (1991), первый председатель ревизионной комиссии Союза фотохудожников России.
С 2005 года «подвижник детского фототворчества» М. М. Терентьев — организатор и руководитель студенческого фотоклуба «Митенки» при филиале Южно-Уральского государственного университета в городе Миассе. Ряд его воспитанников — участники и лауреаты городских, областных, региональных, всероссийских и международных фотоконкурсов, фестивалей и выставок. Клуб был назван в честь родившегося в Миассе первого уральского фотографа В. Л. Метенкова (1857—1933).
М. М. Терентьев — лауреат и победитель ряда городских, областных, всесоюзных и международных выставок, автор статей и фотографий в сборниках «Золотая долина» (1994), «Синегорье» (1995), «Мой приветливый город Миасс» (1998), «Под покровом Ильмен» (1999), соавтор и составитель сборников «Тургояк» (1993), «Фотография на память» (1996), «Тюлюк — уральский фавор» (2011), «Глаза в глаза. Портрет современника» (2017).
Скончался М. М. Терентьев в городе Миасс Челябинской области 2 марта 2017 года.

## Награды
- Звание заслуженный участник художественной самодеятельности (1977)[3]
- Медаль ВДНХ (1977) (за развитие детского фототворчества на Урале)
- Медаль ВДНХ (за защиту озера Тургояк)[4]
- Медаль имени академика В. П. Макеева Федерации космонавтики России[5]